# Zoltán Horváth (calciatore)
Zoltán Horváth (Kisvárda, 30 luglio 1989) è un calciatore ungherese, attaccante del Mátészalka.